# Zespół pałacowo-parkowy w Ojrzanowie
Zespół pałacowo-parkowy w Ojrzanowie – zaprojektowany w stylu klasycystycznym przez Władysława Marconiego znajdujący się na terenie gminy Żabia Wola w powiecie grodziskim, w Ojrzanowie.
Zespół jest wpisany do rejestru zabytków pod numerem 605 z 28.07.1983. W skład zespołu wchodzą pałac oraz 13-hektarowy park.

## Historia
Pałac zbudowany został w XIX wieku na miejscu dawnej siedziby Ojrzanowskich. W pierwszej połowie XX wieku kompleks znalazł się w rękach rodziny Dziewulskich, która zbudowała między innymi przypałacową szkołę. W roku 1946 zespół został sprzedany rodzinie Zielińskich, którzy odstąpili go Stowarzyszeniu PAX w latach 60. Następnie majątek kupiła firma Inco-Veritas.
Aktualnie całość zespołu przeznaczona została na hotel.

## Architektura
Budowa w późnym stylu klasycystycznym na planie prostokąta, z cegły, otynkowana. Elewacja frontowa 11-osiowa. Szczyt frontu zwieńczony oculusem. Ryzality skrajne, jednoosiowe. Portyk toskański czterokolumnowy.